# Mutatocoptops bituberosa
Mutatocoptops bituberosa là một loài bọ cánh cứng trong họ Cerambycidae.